# Madanapalle
Madanapalle (Telugu: మదనపల్లె Madanapalle [ˈmʌd̪ʌnʌpʌlːe]) ist eine Stadt im Distrikt Annamayya im Bundesstaat Andhra Pradesh in Indien mit 136.000 Einwohnern (Volkszählung 2011). 
Sie wurde weltweit bekannt als Geburtsort von Jiddu Krishnamurti (1895–1986), dem zunächst (ab 1909) von den Theosophen um Annie Besant als „Weltlehrer“ propagierten „theosophischen Heiland“ und seit 1929 frei tätigen spirituellen Vortragsredner und Schriftsteller. Die Originalmelodie der indischen Nationalhymne, geschrieben von Rabindranath Tagore, wurde im theosophischen College von Besant vertont.